# Phyllodactylus transversalis
Espèce
Statut de conservation UICN

 LC  : Préoccupation mineure
Phyllodactylus transversalis est une espèce de geckos de la famille des Phyllodactylidae.

## Répartition
Cette espèce est endémique de l'île de Malpelo en Colombie.

## Publication originale
- Huey, 1975 : A new gecko from Malpelo Island (Sauria: Gekkonidae: Phyllodactylus). Smithsonian Contributions to Zoology, vol. 176, no 9, p. 44-46.